# Robledillo de la Jara
Robledillo de la Jara är en kommun i Spanien.   Den ligger i den autonoma regionen Madrid, i den centrala delen av landet, 60 km norr om huvudstaden Madrid. Antalet invånare är 131 (2024).